# 木下紗華
木下紗華（日语：／ Kinoshita Sayaka，1981年7月21日—），日本女性配音員。隸屬於Kenyu Office，原屬株式會社YU-RIN PRO。出身於千葉縣。身高160.5cm。O型血。

## 人物
興趣：唱歌、電影&音樂鑑賞。特長：鋼琴演奏。

## 演出作品
※粗體字表示說明飾演的主要角色。

### 電視動畫
2002年
- 彩夢芭蕾（鱷魚子）

2003年
- 妮嘉尋親記（札比的弟弟）
- 魔法少年賈修（女學生）
- 真珠美人魚（女性顧客）

2004年
- 微笑的閃士（少年）
- 魔法少女奈葉（槙原愛〈槙原院長〉）

2005年
- 我們的仙境 Heartful Days（銀雅、橘、小弘、綾乃）
- 武器種族傳說（莫德、拉彼斯、史汀瑞德）
- 光之美少女 Max Heart（亞里莎的哥哥、格鬥館女選手）
- Play Ball（日语：プレイボール (漫画)）（廣播、女學生B）

2006年
- 草莓危機（劍城要[1]）
- MUSASHI -GUN道-（真田幸村）
- 地上最強新娘（友香）
- Play Ball 2nd（廣播、女學生B）
- 怪傑佐羅利（女性B）

2007年
- 怪物王女（母）
- Kanon（女服務生）
- 零之使魔 ～雙月的騎士～（女騎士、妖精亭店員）
- ZOMBIE-LOAN（保險醫）
- 暗夜魔法使 The ANIMATION（悠）
- BLUE DRAGON（瓦爾基莉、小孩、助手 等）
- 可愛小水滴（日语：ぷるるんっ!しずくちゃん）（查伊塔王子）

2008年
- 假面男僕（女醫）
- 死後文（職員）
- 零之使魔 ～三美姬的輪舞～（布瑞姬塔、從者）
- TYTANIA -泰坦尼亞-（女A）
- 超能少女 蘭（里繪）
- 光速大冒險PIPOPA（村田江里子、波特、雪谷花代、母親、接線員、記憶靈、DF社員接線員）
- BLUE DRAGON 天界的七龍（蘇、母親>）
- 可愛小水滴 啊哈☆（日语：ぷるるんっ!しずくちゃん）（查伊塔王子）
- 道子與哈金（女）
- 我家有個狐仙大人（木下〈情侶〉）

2009年
- 銀魂（百華）
- 豹頭王傳說（拉克族母親、賽姆族小孩）
- 天國少女（不良女子）
- 魔力充電娘（子）
- Phantom ～Requiem for the Phantom～（艾巴·史頓）

2010年
- GIANT KILLING（秘書）

2011年
- 惡魔奶爸（男路辰巳的姊姊〈男鹿美咲〉、強盗O、媽媽B、焰王[1]）
- 靈異E接觸（立花老師[1]）

2013年
- （查伊塔王子）

2014年
- 金田一少年之事件簿R（式部清子[1]）

2015年
- 你考古嗎？（艾瑪總統[2]）

2016年
- 夢幻慶典（片桐伊月的母親〈片桐若葉〉）

2017年
- 你考古嗎？（艾瑪總統[3]）
- 舞動青春（美野麗）
- 神奇寶貝 太陽&月亮（露莎米奈[4]）

2018年
- 三麗鷗男子（誠一郎的母親）
- 魔法使的新娘（艾利亞斯〈女性姿〉）
- 見習神仙 秘密的心靈（蛋社員）
- 銀河英雄傳說 Die Neue These 邂逅（潔西卡·愛德華[5]）
- 傀儡馬戲團（奈亞·絲蒂爾）

2019年
- 不吉波普不笑（來生真希子）
- ONE PIECE（夢洛隆）
- 我的英雄學院 第4期（編輯長）

2020年
- 我的英雄學院 第4期（英雄公安委員會會長）
- 聽我的電波吧（希賽爾光明）
- 黑色五葉草（鮑·諾克德）

2021年
- 我的英雄學院 第5期（米爾科）
- 通靈王（道蘭）

2022年
- Delicious Party ♡ 光之美少女（塞克雷托爾））
- 小鳥之翼（克萊茵·克拉拉）
- 寶可夢 旅途（露莎米奈）
- 我的英雄學院 第6期（米爾科）

2023年
- 魔法使的新娘 SEASON2（阿爾基歐涅、艾利亞斯〈女性姿〉）
- 小鳥之翼 Season 2（克萊茵·克拉拉）
- 催眠麥克風-Division Rap Battle-』Rhyme Anima +（棕櫚夏喜）
- 藥師少女的獨語（杏）

2024年
- 單人房、日照一般、附天使。（禮節CM）
- 我的英雄學院 第7期（米爾科）

### OVA
2003年
- Papillon Rose（日语：パピヨンローゼ）（比納修女）

2007年
- 你所期望的永遠 ～Next Season～（店員A）

2008年
- 零之使魔 ～三美姬的輪舞～（女學生A）

2009年
- 秋日天空（葵蒼空）

### 電影動畫
2010年
- 魔法少女奈葉 The MOVIE 1st（槙原院長）

2019年
- 我的英雄學院劇場版：英雄新世紀（公安委員長）

### 網路動畫
2016年
- BROTHERHOOD FINAL FANTASY XV（肯緹亞娜、諾克特乳母）

### 遊戲
2003年
- （水原莓）

2007年
- THE 落武者（溪）

2008年
- 機戰傭兵 for Answer（日语：アーマード・コア フォーアンサー）（艾·普路）
- 凱恩與林奇：死人（珍妮）

2009年
- KILLZONE 2（艾布琳）

2010年
- 暴雨殺機（勞倫·溫特）
- 醫院風雲6醫師（日语：HOSPITAL. 6人の医師）（斯黛拉·阿波特）
- 赤刀（日语：赤い刀）（神條椿）

2011年
- 赤刀真（神條椿）
- INSTANT BRAIN（日语：インスタントブレイン）（瀨瀨里美智子）

2012年
- 永生不滅（阿爾卡提亞·馬克西米爾）
- 重力異想世界（拉文）
- 少女RPG 灰姑娘生活（日语：ガールズRPG シンデレライフ）（主角）
- 王國之心 3D ［夢降深處］（廣播）
- 邊緣禁地2（瑪雅）
- 真·三國無雙6 Empires（玩家自創角色〈妖艷2〉）

2013年
- SOUL SACRIFICE （妮穆艾）
- The Last of Us（拉米瑞絲）

2014年
- 暗黑破壞神III（孟克〈女〉[6]）
- SOUL SACRIFICE DELTA（妮穆艾[7]）
- 光明之子（旁白）

2016年
- 鬥陣特攻（雅典娜）
- 逆轉奧賽羅尼亞（利奧諾拉[8]）
- 菲莉絲的鍊金工房 ~不可思議旅的鍊金術士~（艾蒂爾·漢克施坦因[9]）
- 最終幻想XV（肯緹亞娜）

2017年
- 女神戰記 -起源-（日语：ヴァルキリーアナトミア -ジ・オリジン-）（白麗的女神）
- 重力異想世界完結篇（拉文）
- 仁王（千子留）
- 地平線 黎明時分
- 大逆轉裁判2 -成步堂龍之介的覺悟-
- 莉迪&蘇瑞的鍊金工房 ～不可思議繪畫的鍊金術士～（古蕾絲[10]）

2018年
- 最終幻想XV 口袋版（肯緹亞娜）

2019年
- 邊緣禁地3
- 勇者鬥惡龍XI 尋覓逝去的時光 S（[11]）
- 寶可夢大師（波妮[12]）
- 原神（「吞噬神驅的巨龍」阿佩普）

### 外語配音
※作品依英文名稱及英文原名排序。

#### 演員
克莉絲汀·史都華
- 廢柴特務（Phoebe Larson）
- 比利·林恩的中場戰事（Kathryn）
- 神探俏嬌娃（Sabina Wilson）
- 私人採購（Bella Swan）
- 我想念我自己（Lydia Howland）
- 暮光之城系列（Bella Swan）[1]
  - 暮光之城：無懼的愛 ※影碟版。
  - 暮光之城2：新月 ※影碟版。
  - 暮光之城：蝕[13] ※影碟版。
  - 暮光之城4：破曉I
  - 暮光之城4：破曉II
- 深海異獸（Norah Price）

瑞秋·泰勒
- ARQ（Hannah）
- 漫威電影宇宙（Patricia "Trish" Walker）
  - 捍衛者聯盟
  - 傑西卡·瓊斯
  - 盧克·凱奇

#### 電影
- 3D肉蒲團之極樂寶鑑（鐵玉香〈藍燕〉）
- 6 Plots（Brie〈Alice Darling〉）
- 活個痛快（Rachael〈布萊斯·達拉斯·霍華德〉）
- 我腦海中的橡皮擦（秀真的妹妹）※DVD版。
- 真愛找冤家（英语：A Perfect Plan）（Isabelle〈黛安·克魯格〉）
- 牧場之家好做伴（Lola Johnson〈琳賽·蘿涵〉）
- 在劫難逃（英语：Abduction (2011 film)）（Karen Murphy〈莉莉·柯林斯〉）
- 會計師（Marybeth Medina〈Cynthia Addai-Robinson〉）
- 雷神瑣爾（英语：Almighty Thor）（Járnsaxa〈帕翠西婭·維拉奎茲〉）
- 美國式犯罪
- 大蟒蛇3：禍延子孫（Amanda Hayes〈克莉絲朵·艾倫〉[1]）
- 大蟒蛇4：血路班駁（Amanda Hayes〈克莉絲朵·艾倫〉[1]）
- 魯邦三世 (2004年電影)
- 巴比倫密碼（Aurora〈Mélanie Thierry〉）
- 蝙蝠俠：開戰時刻（Rachel Dawes〈姬蒂·荷姆絲〉）※富士電視台版。
- 職場求愛記（英语：Beauty & the Briefcase）
- 鬼撕眠（Jessie Hobson〈凱特·博斯沃斯〉）
- 愛在午夜希臘時（Anna〈Ariane Labed〉）
- 牡丹花下（Edwina Dabney〈Elizabeth Hartman〉）※IMAGICA BS（日语：シネフィルWOWOW）版。
- 霹靂炮2（英语：Beverly Hills Cop II）（Karla Fry〈Brigitte Nielsen〉）※Netflix版。
- 絕地奶霸2（Molly Fuller〈凱特·丹寧絲〉）
- 暗房 (2017年電影)（Jennifer〈娜塔莎·韓絲翠〉）※Netflix版
- 驚爆時刻（英语：Bobby (2006 film)）（Diane Howser〈Lindsay Lohan〉）
- 食骨惡靈（英语：Bone Eater）（Kaya〈Jennifer Lee Wiggins〉）
- 神鬼認證（受理人員1）※富士電視台版。
- 勇敢復仇人
- 非法入侵
- 桂河大橋 ※影碟版。
- 蝴蝶效應3：啟示（英语：The Butterfly Effect 3: Revelations）（Jenna Reide〈Rachel Miner〉）
- 育嬰房（英语：Casa de los Babys）
- 追擊者（美珍〈徐令姬〉）
- 勵志大聯盟（英语：The Comebacks）
- 偽鈔風暴
- 豬頭滿天下（英语：The Darwin Awards (film)）
- 約會喔麥尬（"Whippit" Tripplehorn〈米娜·古妮絲〉、Katy〈麗頓·麥斯達〉）※DVD版。
- 機器人侵犯地球（英语：The Day the Earth Stopped）（Skye〈Sinead McCafferty〉）
- 絕命尬車（Elizabeth Case〈Natalie Martinez〉）
- 繼承人生（Alexandra "Alex" King〈莎蓮·活莉〉）
- 心魔（英语：The Devil Inside (film)）（Isabella Rossi〈Fernanda Andrade〉）
- 終極災難電影（Amy〈Vanessa Minnillo〉）
- 海倫娜之路（英语：The Duel (2016 film)）（Marisol Kingston〈艾莉絲·布拉加〉）
- 狄倫犬：惡夜偵探（英语：Dylan Dog: Dead of Night）（Elizabeth〈安妮塔·布林〉）
- 聖母峰3D（Sandy Hill〈凡妮莎·寇比〉[14]）
- 活屍終結者（Emma〈Jordan Hayes〉）
- 玩命關頭5 ※劇院公映版。
- 絕命終結站5（Olivia Castle〈賈桂琳·麥伊恩斯·伍德〉）
- 終極戰機（英语：Flight of Fury）
- 揮灑烈愛（Frida Kahlo〈莎瑪·希恩〉）※Netflix版。
- 賭城風雲（洛欣刑事〈景甜〉）
- 全民超人（Hottie〈Hayley Marie Norman〉）
- Heat Wave (2009年電影)（英语：Heat Wave (2009 American film)）（Dana Wu）
- 蜜糖第一名2（英语：Honey 2）（Tina〈Seychelle Gabriel〉）
- 蜜糖第一名3（英语：Honey 3: Dare to Dance）（Melea Martin〈Cassie Ventura〉）
- 扭轉時光機 ※BD、DVD版。
- 姐就是美（Mallory〈艾蜜莉·瑞特考斯基〉[15]）
- 特務辦囍事（英语：The In-Laws (2003 film)）（Melissa Peyser〈Lindsay Sloane〉）※BD、WOWOW播出新錄製版。
- 聖戰奇兵
- 所向披靡（英语：Invincible (2006 film)）
- 詹姆士·龐德：空降危機（貨幣交換人員〈張茵〉）
- 移動世界 ※朝日電視台版。
- 異星爭霸戰：尊卡特傳奇（Sarah Carter〈Amanda Clayton〉）
- 金牌特務：機密對決（Clara Von Gluckfberg〈Poppy Delevingne〉[16]）
- 聖誕妖怪：坎卜斯（Max Engel〈Emjay Anthony〉）
- The Last Will（英语：The Last Will）（Nicole〈Angelica Bridges〉）
- 掠殺者（英语：Let Us Prey (film)）（Rachel Heggie〈Pollyanna McIntosh〉）
- 有錢真好（英语：Mad Money (film)）（Jackie Truman〈Katie Holmes〉）
- 舞力麥克：尺度極限XXL（Zoe〈艾梅柏·希爾德〉）
- 獵人獸（英语：Maneater (2007 film)）（Roy Satterly〈Ty Wood〉）
- 愛情手冊（英语：Manual of Love）（Giulia〈Jasmine Trinca〉）
- 迷懵夢寐（瑪莎〈伊莉莎白·奧爾森〉）
- 這不是斯巴達
- 不可能的任務3（Lindsey Farris〈凱莉·羅素〉）※富士電視台版。
- 魔詭（英语：Morgan (2016 film)）（Lee Weathers〈凱特·瑪拉〉）
- 天使聖物：骸骨之城（Clarissa Morgenstern〈莉莉·柯林斯〉）
- 赤裸反擊（英语：Naked Fear）（Diana Kelper〈Danielle De Luca〉）
- 絕色武器（文靜／小鳳〈謝婷婷〉）
- 出神入化（Henley Reeves〈艾拉·費雪〉）
- 聖誕搞轟趴（Tracey Hughes〈奧莉薇亞·孟恩〉）
- Okhota na Piranyu（Olga〈Svetlana Antonova〉）
- 激情遊戲（英语：Passion Play (film)）（Lily Luster〈美瑾·霍絲〉）
- 零號帶原者（英语：Patient Zero）（Gina Rose博士〈娜塔莉·多莫〉）
- 比得兔（Mopsy〈伊莉莎白·戴比基〉[17]）
- 虛擬天后 (2004年電影)（英语：Pixel Perfect）（Loretta）
- 警察故事2013（苗苗〈景甜〉）
- 終極戰士：掠奪者（Casey Bracket〈奧利維亞·穆恩〉[18]）
- 移動城市（Kira Hudson/Hollis〈卡蜜拉·貝兒〉）
- R2B：獵鷹行動（英语：R2B: Return to Base）（劉世英〈申世景〉）
- 瑞秋要出嫁
- 流行教母（英语：Raising Helen）
- 鋼鐵擂台（Farra Lemkova〈Olga Fonda〉）※DVD版。
- 七夜冤靈 ※富士電視台版。
- 書中字有夢女神（Ruby Tiffany〈Zoe Kazan〉）
- 聖誕來搗蛋（英语：Santa's Slay）（Mary 'Mac' Mackenzie〈艾蜜莉·迪瑞文〉）
- 奪魂鋸（Carla〈Alexandra Bokyun Chun〉、刑事1）
- 夏培的星光大道
- 足球尤物（Olivia Lennox〈蘿拉·琳賽〉）
- 社群網戰（Amy）
- 寶貝狗萬聖節驚魂（英语：Spooky Buddies）
- 間諜遊戲 ※東京電視台版。
- 史達林格勒 (2013年電影)（Katya〈Maria Smolnikova〉）
- 舞出真我2（Missy〈Danielle Polanco〉）
- 舞力全開5 3D（Alexxa Brava〈Izabella Miko〉）
- 陌路狂殺（英语：The Strangers (2008 film)）（Dollface〈Gemma Ward〉）
- 稻草狗（英语：Straw Dogs (1971 film)）（Amy Sumner〈凱特·博斯沃斯〉）
- 即刻救援（Sheerah〈霍莉·瓦蘭絲〉[19]）
- 計程車司機 (1976年電影)（Iris "Easy" Steensma〈茱蒂·佛斯特〉）※Ultimate Edition DVD版。
- 鐵拳 (2009年電影)（克里斯蒂·蒙特羅〈Kelly Overton〉）
- 德州電鋸殺人狂3D（Heather Miller〈亞歷珊卓·妲妲里奧〉）
- 特務愛很大（Katie〈Abigail Spencer〉）
- 海雲臺（金希美〈姜藝媛〉）
- 玩命快遞：肆意橫行（Anna〈Loan Chabanol〉）
- 呼救無門（英语：Trapped Ashes）（Nina〈Amelia Cooke〉）
- 創：光速戰記
- 歡迎來到殺人勝地（英语：Turistas）（Bea〈奧利維亞·魏爾德〉）
- 人型海象（Ally Leon〈Génesis Rodríguez〉）
- 針孔旅社2（Jessica〈Agnes Bruckner〉）
- 火線掏寶（Iz〈安娜·德哈瑪斯〉）
- 鬼病房（英语：The Ward (film)）（Kristen〈艾梅柏·希爾德〉）
- 鬼擋路4（英语：Wrong Turn 4: Bloody Beginnings）（Kenia）
- 沒有青春的青春（英语：Youth Without Youth (film)）（Veronica〈Alexandra Maria Lara〉）
- 白宮末日（Jenna〈Jackie Geary〉）
- 冰天血地（英语：Whiteout (2009 film)）
- 限制級戰警：重返極限（Rebecca "Becky" Clearidge〈妮娜·杜波夫〉）
- 漸動人生（Bec〈艾美·羅森〉）
- 殭屍舞孃（英语：Zombie Strippers）（Jeannie〈Shamron Moore〉）

#### 電視影集
- 新飛越比佛利（Erin Silver〈Jessica Stroup〉）
- 大偵探波洛 ※NHK版。
- 天使的誘惑（朱雅蘭〈李昭娟〉）
- 壞男人（洪莫奈〈庭沼珉〉）※NHK版。
- 賽車英魂 (1999年電影)（Anna〈Elisabeth Romano〉）
- 鳥歌（Jeanne Fourmentier〈Marie-Josée Croze〉）
- 黑鏡（Greta）
- 尋骨線索
  - 第2季（Lorraine、Abigail Sims）
  - 第3季（Amy Hollister）
- 小鎮疑雲（Tom Miller〈Adam Wilson〉）※WOWOW版。
- 特務黑名單（Bonnie）
- 凱莉日記（Larissa Loughlin〈費馬·阿吉曼〉）
- 霹靂嬌娃 (2011年電視影集)（英语：Charlie's Angels (2011 TV series)）（Gloria）
- 鐵證懸案（第4季：Natalie、第5季：Priscilla、第7季／Final：Donalyn Sullivan）
- 犯罪心理（第6季：Sydney Manning#〈阿德琳妮·帕里奇〉）
- 犯罪心理：嫌犯動機（Veronica）
- CSI犯罪現場 (第6季)
- CSI犯罪現場：網路犯罪 (第2季)（Saasha）
- CSI犯罪現場：紐約 (第8季)（Kim）
- 法網裂痕（Laila）
- 神探班克斯（英语：DCI Banks）
- 死亡禁區 (2002年電視影集)
- 夢魘殺魔（Debra Morgan〈Jennifer Carpenter〉）
- 仁醫（春紅〈李昭娟〉）
- 伊甸園之東（申明勳〈少年時期〉）
- 奇皇后（奇承娘〈河智苑〉）
- 蒼穹之昴（珍妃〈張檬〉）
- 花美男拉麵店（姜東珠〈金藝元〉）
- 獄中花（閔東珠）
- 戰地神探（Susan Gascoigne）
- 冰與火之歌：權力遊戲（Shae〈Sibel Kekilli〉、Gilly〈漢娜·穆雷〉）
- 靈感應 (第3季)
- 「法」妻 (第2季)
- 再見，老婆（吴香淑〈朴志胤〉）
- 花邊教主（Elise、Lisa Rose、Agnes Andrews〈薇拉·賀蘭德〉）
- 恩賜之地 (第3季)（Amber）
- 血仇（Nancy McCoy〈吉娜·瑪隆〉）
- 倚天屠龍記（殷離／蛛兒〈張檬〉）
- 誠徵辣妹：網上真情（Bailey Rayne）
- 胡迪尼與道爾（英语：Houdini & Doyle）（Natalia）
- 纸牌屋（Zoe Barnes〈凱特·瑪拉〉）
- 大騙局 (第4季)（Keiko）
- 一枝梅（卞恩彩〈韓孝周〉）
- 世上哪裡都找不到的善良男人（韓在熙〈朴時妍〉）
- 超腦特工（Mei Chen／No.13〈Faye Kingslee〉）
- 珍·瑪波（第2季：Elsie、第6季：Ellie〈瓊安娜·范德漢姆〉）
- 史蒂芬·金之醫院凶靈（英语：Kingdom Hospital）（護士Carrie）
- 法律與秩序（Nina Cassady〈Milena Govich〉）
- Life with Derek（英语：Life with Derek）（Roxy）
- 神盾局特工（Camilla Reyes少校〈Leonor Varela〉）
- 夜魔俠（Karen Page〈黛博拉·安·霍爾〉）
- 擁抱太陽的月亮（アリ）
- 我的女孩（金世炫〈朴時妍〉）
- 重返犯罪現場 (第6季)（Kensi Blye〈丹妮拉·魯阿〉）
- 重返犯罪現場：洛杉磯（Kensi Blye〈Daniela Ruah〉）
- 尼基塔
- 童話鎮 (第4季)（Elsa〈Georgina Haig〉[20]）
- 英國恐怖故事（Vanessa Ives〈伊娃·格蓮〉）
- 天橋驕子（Uli Herzner）[注 1]
- 妙女神探（Natalie）
- 慾海醫心（Divya Katdare〈Reshma Shetty〉）
- 諜影行動（Alex Parrish〈佩麗冉卡·曹帕拉〉[21]）
- 光頭神探 (第5季)（Tina Hanlon〈Paula Garces〉）
- 沉睡谷（Abbie Mills〈Nicole Beharie〉）
- 這就是我們（Beth Pearson〈Susan Kelechi Watson〉）
- 火炬木（Martha Jones〈費馬·阿吉曼〉）
- 一年十二個男人（羅美露〈尹珍序〉）
- 醜女貝蒂 (第3季)（Kimmie Keegan〈琳賽·蘿涵〉）
- 反恐特勤隊（英语：The Unit）
- 吸血鬼日記（Elena Gilbert〈妮娜·杜波夫〉）
- 當男人戀愛時（徐美陶〈申世景〉）
- 暴力羅曼史（柳垠渽〈李是英〉）
- X檔案 (第10季)（Rebecca Gilligan）

#### 動畫
- 大耳查布 ※三鷹之森吉卜力美術館公映版。
- 至Net奇兵（Yumi Ishiyama）
- 愛探險的朵拉（Isa、媽媽、蝙蝠、鯨魚、螃蟹、螃蟹媽媽、Helena、Franz 等）
- 漫威衍生作品
  - 復仇者聯盟：正義出擊（英语：Avengers Assemble (TV series)）（黑寡婦）
  - 樂高漫威超級英雄（Black Widow）
  - 終極蜘蛛俠（Black Widow）
- 怪獸大戰外星人
- Pucca（Pucca[1]、Ssoso、Ring Ring）
- 奇妙仙子：失落的寶藏（Viola）
- 冬季戀歌（吳彩琳）

### 廣播劇CD
- 赤刀（日语：赤い刀）（神條椿）
- 彩雲國物語 Second系列廣播劇CD1 番外篇（女）
- 最遊記RELOAD Death match+a（女主人）
- 我的執事王子（女學生）
- 草莓危機 原聲廣播劇CD 斯畢卡篇（劍城要）
- 暗夜魔法使Fan Book『Power of Love』附贈廣播劇CD『愚者的樂園』（柊蓮）
- 暗夜魔法使Fan Book『Reach for the Stars』廣播劇CD『世界盡頭的數式』（朗基努斯09〈艾薇·安〉）
- 暗夜魔法使Fan Book『Stardust Tears』附贈廣播劇CD『新釋·星星繼承者 ～篝～』（結城真人）

### 旁白
- 奇蹟體驗！Unbelievable（日语：奇跡体験!アンビリバボー）（富士電視台）
- BS世界的紀錄片（日语：BS世界のドキュメンタリー）（NHK-BS1）
- BBC地球傳說（日语：BBC地球伝説）（BS朝日）

### 廣播節目
- 網路廣播『Fear通（日语：ふぃあ通）』（特別主持人）

### 其它
- TRPG暗夜魔法使Replay角色 愚者的樂園（柊蓮）
- 有聲書 天使之卵（朗讀）

## 腳註

## 外部連結
- Kenyu Office公式官網的聲優簡介 （页面存档备份，存于） （日語）
- 木下紗華的X（前Twitter） （日語）